# Rhapsodia
『Rhapsodia』（ラプソディア）は、コナミより2005年9月22日に発売されたPlayStation 2用シミュレーションRPG作品である。『幻想水滸伝IV』の外伝作目である。英語版表記は「Suikoden Tactics」。なお、「Rhapsodia」とは「Rhapsode（ラプソード）」（語る人）の造語。

## 概要
『幻想水滸伝IV』の数年前から始まり、後半は『幻想水滸伝IV』が終わったあとの話になっている。本作のみで1つの完結した作品であるが、『幻想水滸伝IV』で語られなかったエピソードが含まれ、『幻想水滸伝IV』の世界観を補完している。なお、『幻想水滸伝IV』のデータを引き継ぐことで『IV』主人公とスノウが仲間になる。また、彼らに絡む台詞などの一部が変更される。

## 世界観
幻想水滸伝シリーズの世界観のうち、以下の地域・国家について参照。
- 群島諸国連合
- クールーク皇国
- 赤月帝国

## システム
『幻想水滸伝III』で採用されていたスキルシステムを採用。一部キャラクターはツノウマ、イワドリといった動物に騎乗することが可能。新システムとして「クエストギルド」が登場。「参加クエスト」「戦闘クエスト」「派遣クエスト」の3種類があり、依頼人の依頼を引き受け、成功すると報酬とスキル、アイテムを貰える。依頼によっては仲間になるキャラクターもいる。

## 登場人物

### 主要人物
キリル
声 - 朴璐美
幼少の頃から父・ウォルターとともに旅をしており、その道程で群島諸国を訪れた。太陽暦291年生まれ（18歳）。父の死を目の当たりし、二度と同じ犠牲者を出さないよう紋章砲を破壊するための旅を続ける。だが、その悲劇は深い心の傷となって成長した後も長く引きずることになる。が、物語終盤、コルセリアを守るために魚人化した彼女の父マルティンを斬ったのを契機に克服する。母･ヨーンの影響か、不老長寿である。ダブルブレードと呼ばれる特殊な武器と、燕（ツバクロ）の紋章という特殊な固有紋章を持つ。
ウォルター
声 - 川田紳司
キリルの父親。赤月帝国の出身で諜報員の仕事をしていたが、異世界の住人であるヨーンを匿ったため追放された（自分で離反した可能性も）。後に紋章砲を調査する旅をしていたが、群島諸国でエドガーとスティールの戦いに参加した際、スティールの海賊船に積まれていた特殊な紋章砲（後の「邪眼の紋章砲」と同じ機能を有する）によって魚人化し、理性を失ってキリルを襲おうとしてアンダルクの攻撃を受け、命を落とす。第1章から第3章までのゲストキャラクター。エンディングで、ヨーンとの間にキリルを儲けたことが判明。
セネカ
声 - 斎賀みつき
ウォルターの部下。太陽暦283年生まれ（26歳）。ウォルターの死後はキリルに付き従う。キリルにとっては姉のような存在。武器は弓で、遠距離攻撃をすることができる。北米版では積極的な性格になっている。
アンダルク・ベルグマン
声 - 木内秀信
ウォルターの部下。太陽暦281年生まれ（28歳）。生真面目な性格で、セネカによくからかわれる。キリルを守るためとはいえウォルターをその手に掛けたことを悔いており、キリルが許しているにも関わらずその心中では謝罪の念を抱いている。一連の事件について日記を付けている（設定上、この日記が「ラプソディア」という本の原型である）。序盤では貴重な魔法使い。
コルセリア
声 - 大前茜
クールーク皇国の領地に入ってから出会う少女。太陽暦298年生まれ（11歳）。物語中盤以降のキーパーソンとなる。正体はクールーク皇国の皇女で、ユリウス皇王の孫娘。父は皇王派筆頭の将軍マルティン。母は皇女ミランダ。本作の黒幕とは因縁浅からぬ仲で、キリルに次いで強制参戦イベントが多い。魔法使いとしての能力はアンダルクよりも高い。
最後は祖父の跡を継いでクールーク皇王になり、基盤が脆弱になった国を解体。これによりクールークの大部分は赤月帝国に併合された。
ヨーン
声 - 小橋知子
ウォルターに付き従っていた使い魔。その正体は紋章砲の材料である「巨大樹」や「眼魚」と同じ、異世界の種族で、キリルの実母でもある。山羊のような角と足を持つ。人間の言葉を発することはできないが、死者の言葉を読み取りキリルへ伝える能力を持つ。ユニットとして戦闘に参加することはないNPC。

### クールーク皇国
シメオン
声 - 斎賀みつき
辺境の町ハルナに住む魔法使い。その能力の高さからクールーク皇国の皇王派に狙われるもキリル達に助けられたのを機に行動をともにし、紋章砲や「邪眼」を巡る戦いに身を投じてゆく。外見は若いが実際には長生きしている。
オルネラ
声 - 甲斐田裕子
クールーク皇国の皇族。太陽暦279年生まれ（30歳）。皇王派の将軍でコルセリアの叔母。ハルナの軍政官。真面目で毅然とした性格に見えるが、内面は心配性。皇国内部のごたごたの果てにキリル達とともに戦うことになる。
他の軍政官とは異なり、現場を長老派の人間に任せっ放しにせず、自ら責任を持って事に当たるために住民からの信頼は厚い。
なお、皇都グラスカの宮殿におけるマルティンの発言を聞く限り、彼女とバスクは皇族の中では傍流に位置する模様。
バスク
声 - 最上嗣生
クールーク皇国の皇族。太陽暦280年生まれ（29歳）。オルネラの弟で皇王派の将軍。後に姉とともに仲間になる。優秀な姉に厳しく鍛えられているが、力量に劣ることや外見が似てないことを気にしている。
メルセトの軍政官を務めているが、その手腕に問題があるのか街の景気は良いとは言い難い。また、群島解放戦争によって群島諸国からの物流・交易網が途絶えた事、そしてエルイール要塞跡地の管理を兼任させられ、メルセトに対して集中的に対処できない事が、メルセトの不況に拍車を掛けている。
ロジェ
声 - 川田紳司
クールーク皇国の長老派に属する魔法使いで、イスカスの部下。太陽暦285年生まれ（24歳）。敵としてキリル達と何度か戦うことになるが、実際にはイスカスに利用されていただけだった。終盤でその事実を知り、なおかつ人間を魚人化するやり方にも納得していなかったためキリルに付き従う。かなりの魔力の持ち主で、マキシン等から賞賛されている。
イスカス
声 - 藤原啓治
ミドルポートで紋章砲を取り扱う商人のふりをしているが、その正体はクールーク皇国の長老派筆頭。太陽暦278年生まれ（31歳）。「巨大樹」が失われ、ウォーロックも死亡したために紋章砲の生産や供給がストップする中、皇王派に対抗するカードとして残存する紋章砲や砲弾を独占し、さらには紋章砲の生成方法を突き止めて独自生産を図る。そして、紋章砲の砲門の材料である「邪眼」を発見し、砲弾ではなくエネルギーを放射して人間を魚人化する新型の紋章砲を生み出す。その紋章砲を用いてマルティンとユリウスを死に追いやり、コルセリアを皇王にして己は摂政として政権を握ろうとするも失敗。自身を残して長老派は壊滅、ミランダに刺されて重傷を負う。最後は「邪眼」を使って自ら魚人化したが、キリルに倒され、負け惜しみで「自分こそがこの国で最高の愛国者」を自称しながら地獄へ落ちた。
ユリウス
クールーク皇国皇王で、コルセリアの祖父。聡明とは言い難い部分があり、病床にいながら皇王の座に居座り続けた。イスカスによって魚人に姿を変えられたが、負担に耐えられず孫娘の目前で息絶えた。
マルティン
声 - 滝知史
クールーク皇国の皇族。太陽暦270年生まれ（39歳）。皇王派の筆頭で、次期皇王とされる将軍。コルセリアの父でもある。頑固な性格で、コルセリアから「お父さまのわからずや」と言われるほど。次第に勢いを増す長老派を抑えようと尽力するも、頑固な性格が災いしてイスカスの元に正面から乗り込んだ果てに罠にはまり、妻ミランダに去られた末自らを魚人に変えられてしまう。理性を失って娘を襲おうとしたが、キリルの咄嗟の一撃が致命傷となった。これによりキリルは父が魚人に変えられてから失ってしまった力を全て取り戻すことになる。
ミランダ
声 - 山口享佑子
皇王ユリウスの娘でコルセリアの母。太陽暦275年生まれ（34歳）。夫マルティンが自身よりも国事に力を注いでいるため孤独を感じ、イスカスの甘言に惑わされて娘と決別し、彼と共に行動を共にするようになる。最期は暴走するイスカスを止めようとナイフで彼を刺すも、致命傷を負わせることはできず、返り討ちに遭って死亡した。
ノール
声 - 甲斐田裕子
食い扶持を得るためにメルセトを訪れた少年。太陽暦297年生まれ（12歳）。連れていたツノウマが悪徳商人にぶつかった為難癖をつけられていたが、キリルに助けられた。しかし別の商人によってカレルロン研究所へ連れて行かれ、魚人化。理性を失っていたためカレルロンを訪れたキリル達に気付かず襲い掛かり、死亡した。
ラルフ
声 - 小平有希
ノールの弟。悪徳商人によって幼い命を奪われた。

### 赤月帝国
ハインズ
声 - 最上嗣生
赤月帝国の諜報員。太陽暦264年生まれ（45歳）。ウォルターの元同僚だが、ヨーンの存在を密告し、その結果ウォルターの離反を引き起こした張本人でもある。クープを従えてキリル一行と合流し一時行動を共にするも、ハインズの目的は紋章砲を赤月帝国に持ち帰ることであり、紋章砲を破壊することを目的とするキリル達とはクールークの皇都グラスカで決別する。しかしその直後にクールーク軍の長老派兵士に襲われ落命した。自分達の利益になるという軽はずみな思い込みでコルセリアを誘拐しようとしたり、ウォルターを本心では（ヨーンの存在を理由に難癖同然に）馬鹿にするなど正体は冷淡で底が浅すぎる小物であった。作中での末路を見る限り、諜報員としても無能だった模様。
クープ
声 - 佐藤宇
赤月帝国出身の剣士。太陽暦281年生まれ（28歳）。アンダルクとは士官学校時代の同期生だった。最初はハインズに付き従っていたが、コルセリアを誘拐しようとしたり、紋章砲（とりわけ「邪眼の紋章砲」）の危険性が明らかになってもなお紋章砲を赤月帝国に持ち帰ろうとするハインズに疑問を感じ、クールークの皇都グラスカで決別した。

### ミドルポート
ララクル
声 - 廣瀬仁美
ミドルポートでクエストギルドを切り盛りする女性。太陽暦293年（16歳）。通常はNPCであるが、2周目ではユニットとして参戦できる。華奢な見た目からは想像できないパワーファイター。

### 海賊
エドガー
声 - 小西克幸
キカ率いる海賊の前頭目で、キカの恋人。キカと同じ、双剣術の使い手。『4』では罰の紋章の回想で名前と台詞のみの登場だったが、本作で姿を現した。長年のライバルスティールと決着をつけるべく親友ブランドと共に出兵し、スティールを追い詰めるも罰の紋章によって致命傷を負わされ、ブランドの腕の中で死亡した。死後ブランドとペックによって遺体を棺に納められ、遺品と共にキカの下へ届けられた。
スティール
声 - 木内秀信
エドガー達と長年闘争を続けたスティール海賊団団長で、ブランドの前の罰の紋章所有者。ウォルターを魚人に変えた当事者でもある。エドガーとの決着をつける戦いで追い詰められるも、罰の紋章を発動させてエドガーらを巻き込んで死亡した。残忍な性格で、エドガーやハーヴェイ達から嫌われているが、盗品で飾った外観とは対照的に戦闘能力は高い。

### 傭兵隊
傭兵隊長
声 - 河野純子
「チープー商会」のライバル「エックス商会」に雇われた傭兵隊の女隊長。外見からエルフであると思われる。クエストギルドでチープー商会の依頼を引き受けると、邪魔をするために登場。キリルと決着をつけるためにオベル王国の遺跡へキリル一行を呼び寄せるも敗れ、観念して隊員全員が仲間になる。なお、中盤で外見が全く同じ盗賊の首領が登場するが、彼女とは別人である。
赤傭兵
声 - 三浦憲和
エックス商会に雇われた傭兵隊の隊員。剣の使い手で防御力が高く、火の属性に強い。キリル達との幾度もの戦闘に敗れ、隊長に従い仲間になる。中盤で外見が全く同じ盗賊が登場するが、彼とは別人である。
青傭兵
声 - 藤井隆之
エックス商会に雇われた傭兵隊の隊員。槍の使い手で攻撃力が高く、雷の属性に強い。キリル達との幾度もの戦闘に敗れ、隊長に従い仲間になる。中盤で外見が全く同じ盗賊が登場するが、彼とは別人である。
黄傭兵
声 - 土屋貴史
エックス商会に雇われた傭兵隊の隊員。弓の使い手で技と速さの能力が高く、土の属性に強い。キリル達との幾度もの戦闘に敗れ、隊長に従い仲間になる。中盤で外見が全く同じ盗賊が登場するが、彼とは別人である。

### 『幻想水滸伝IV』登場キャラクター
次のキャラクターについては幻想水滸伝シリーズのキャラクター一覧を参照。
- ジーン

以下のキャラクターについては『幻想水滸伝IV』を参照。
- 幻想水滸伝IV主人公
- アカギ
- アクセル
- アドリアンヌ
- アメリア
- ウェンデル
- エマ
- カール
- カタリナ
- キカ
- キャリー
- グレッチェン
- ケイト
- ゲイリー
- ケネス
- ジェレミー
- シグルド

- シャルルマーニュ
- ジュエル
- シュトルテハイム・ラインバッハ
- シュトルテハイム・ラインバッハ2世
- スノウ・フィンガーフート
- セドリック
- セルマ
- ダリオ
- タル
- チープー
- チャンポ
- トリスタン
- ナルクル
- ナレオ
- ノア
- ハーヴェイ
- パブロ

- ブランド
- フレア
- フレデリカ
- ペック（暗器使い）
- ポーラ
- マキシン
- ミズキ
- ミツバ
- ミレイ
- ユウ
- ユージン
- ラインホルト
- リタ
- リノ・エン・クルデス
- ルネ
- レイチェル